# سن-والریان، کبک

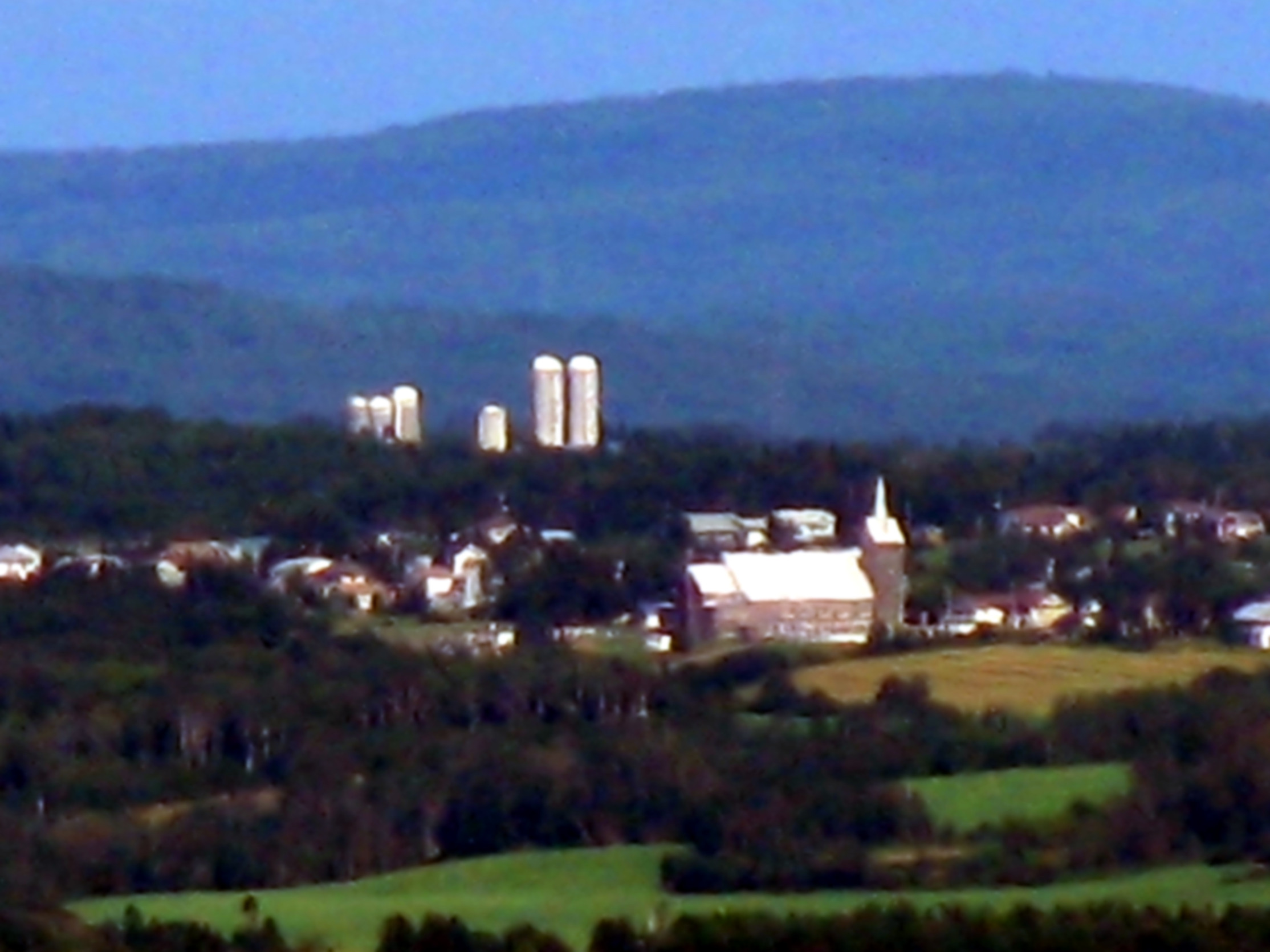
منطقه مسکونی در کانادا

سَن-والِریَن (به فرانسوی: Saint-Valérien) قصبه‌ای در منطقه شهری ریموسکی-نژت ناحیه با-سن-لوران در استان کبک کانادا است. در سرشماری سال ۲۰۱۱ این قصبه ۸۶۷ نفر جمعیت داشته‌است و مساحت آن ۱۴۹٫۶۹ کیلومتر مربع است.